# Thomas J. Hicks
Thomas J. Hicks (Cambridge, 11 de enero de 1876 - 28 de enero de 1952) fue un atleta estadounidense nacido en Inglaterra, ganador de la maratón de los Juegos Olímpicos de San Luis 1904.

## Carrera

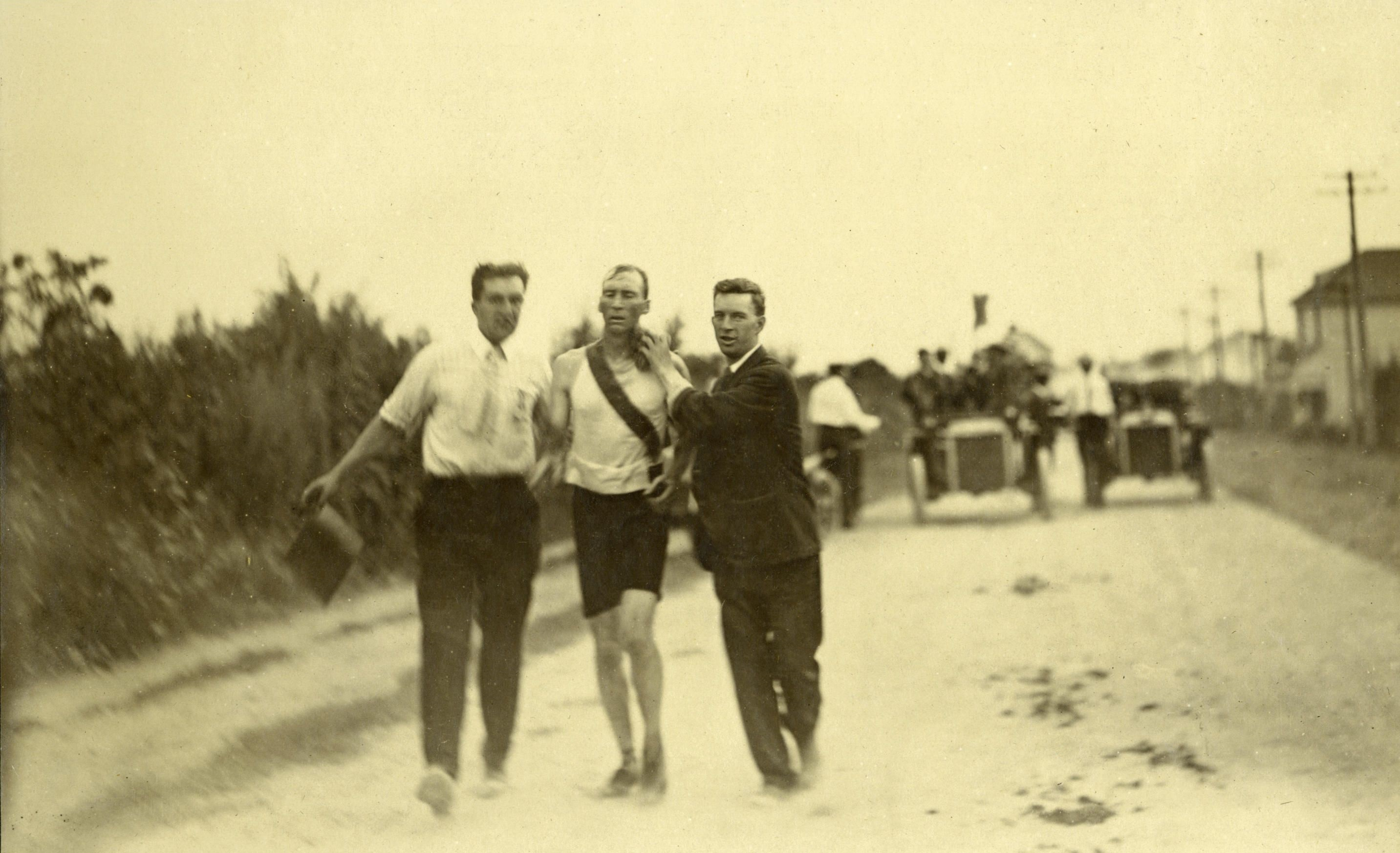
Hicks ayudado por sus compañeros en la maratón de San Luis 1904

La maratón de San Luis fue una de las más confusas e irregulares de todos los juegos, un tiempo de gran amateurismo y la falta de organización, llevada a cabo en el marco de la Feria Mundial de St. Louis con la participación de un número muy reducido de países.
La carrera se celebró bajo un calor pesado, un viaje por un camino hecho principalmente de la tierra, donde grandes cantidades de polvo se levantó junto a los atletas por los coches de escolta, impidiendo la visión y la respiración normal de los corredores.
Entre otros hechos irregulares y pintorescas que sucedieron durante la carrera, la más conocida es que el primer corredor en cruzar la línea de meta, Fred Lorz, corrió a sólo 15 km del camino, haciendo autostop en un coche hasta unos siete kilómetros de la entrada del estadio. Incluso reconoció el fraude, diciendo que era sólo una broma, ya que estaba recibiendo el premio de manos de la hija del presidente Theodore Roosevelt y fue expulsado del deporte por varios años aunque se le levantó la sanción pasados tan solo unos meses.
Hicks, que terminó segundo, fue declarado el ganador, pero él mismo estaba involucrado en actos controvertidos. Completamente agotado, fue ayudado por sus compañeros que le suministraron dosis de coñac y 1 mg de estricnina para poder completar la carrera y justo después de la línea de meta sufrió un desplome.
Los médicos que lo examinaron concluyeron que si se hubiera tomado una nueva dosis de estricnina habría sido fatal.
Después de la maratón olímpica Hicks siguió compitiendo consiguiendo resultados irregulares entre los que habría que destacar su victoria en una maratón en Chicago en 1906.
Al terminar su carrera atlética se traslada a Canadá, donde vivían dos de sus hermanos, para trabajar con asuntos relacionados con la minería. Allí se establece y se nacionaliza canadiense muriendo en Winnipeg con 76 años.